# Остин Пауэрс: Голдмембер
«О́стин Па́уэрс: Голдме́мбер» (англ. Austin Powers in Goldmember) — американский шпионский комедийный фильм 2002 года режиссёра Джея Роуча. Это третий фильм франшизы об «Остине Пауэрсе». В главной роли Майк Майерс в нескольких ролях, включая Остина Пауэрса, Доктора Зло, Голдмембера и Жирного Ублюдка. Название является отсылкой к фильму о Джеймсе Бонде «Голдфингер».

## Сюжет
В 1975 году отец Остина Пауэрса — знаменитый английский шпион Найджел Пауэрс — был похищен голландским злодеем Голдмембером. Теперь, в XXI веке, знаменитый шпион Остин Пауэрс решает помочь своему отцу. Заручившись поддержкой своего давнего врага — Доктора Зло, с помощью его машины времени Остин совершает прыжок в прошлое. Он оказывается в 1975 году, в эпохе диско. Однако вскоре выясняется, что одержимый идеей завоевать весь мир Доктор Зло был сам в сговоре с Голдмембером и, возможно, причастен к похищению отца Остина. Может быть, похищение Найджела Пауэрса — это всего лишь уловка двух злодеев, совершённая, чтобы заманить к себе Остина Пауэрса? Вместе со своей очаровательной давней подружкой Фокси Клеопатрой Остин Пауэрс пытается распутать злодейские планы Доктора Зло и Голдмембера, чтобы не только выручить своего отца, но и спасти весь мир от этих злодеев.

## В ролях
- Майк Майерс — Остин Пауэрс, Доктор Зло, Жирный Ублюдок, Голдмембер
- Бейонсе Ноулз — Фокси Клеопатра
- Сет Грин — Скотт, сын доктора Зло
- Майкл Йорк — Бэзил Разоблачитель
- Роберт Вагнер — Номер Два
- Минди Стерлинг — Фрау Фарбиссина
- Верн Тройер — Мини-Мы
- Майкл Кейн — Найджел Пауэрс, отец Остина
- Фред Сэвидж — Номер Три, «Мушка»
- Диана Мизота — Сунь Мне
- Кэрри Энн Инаба — Сунь Сам
- Джош Цукерман — Доктор Зло в молодости
- Том «Тайни» Листер-мл. — заключенный
- Донна Д’Эррико — продавщица

А также:
- Том Круз — в роли самого себя, исполняющего роль Остина Пауэрса
- Гвинет Пэлтроу — в роли самой себя, исполняющей роль Лены Головач (в оригинале — Dixie Normous)
- Кевин Спейси — в роли самого себя, исполняющего роль Доктора Зло
- Дэнни Де Вито — в роли самого себя, исполняющего роль Мини-Мы
- Джон Траволта — в роли самого себя, исполняющего роль Голдмембера
- Стивен Спилберг — в роли самого себя
- Куинси Джонс — в роли самого себя
- Бритни Спирс — в роли самой себя
- Нейтан Лейн — в роли самого себя
- Кэти Курик — в роли тюремной охранницы
- Оззи Осборн — в роли самого себя
- Шэрон Осборн — в роли самой себя
- Келли Осборн — в роли самой себя
- Джек Осборн — в роли самого себя
- Кристен Джонстон — в роли танцовщицы
- Мартин Клебба — в роли танцора

## Награды и номинации
| Премия                                   | Категория                                     | Получатель(и) и номинант(ы)                                                   | Результат |
| ---------------------------------------- | --------------------------------------------- | ----------------------------------------------------------------------------- | --------- |
| BMI Film & Television Awards             | BMI Film Music Award                          | Джордж С. Клинтон                                                             | Победа    |
| Canadian Comedy Awards                   | Довольно забавное мужское исполнение в фильме | Майк Майерс                                                                   | Победа    |
| Canadian Comedy Awards                   | Довольно забавный сценарий для фильма         | Майк Майерс                                                                   | Победа    |
| Империя                                  | Лучший актёр                                  | Майк Майерс                                                                   | Номинация |
| Империя                                  | Сцена года                                    | Вступительная заставка                                                        | Номинация |
| Премия Гильдии визажистов и парикмахеров | Лучшая укладка волос для персонажа            | Кенди Л. Уокен, Джери Бейкер, Сьюзен В. Калиновски                            | Номинация |
| Премия Гильдии визажистов и парикмахеров | Лучший период укладки волос                   | Кенди Л. Уокен, Джери Бейкер, Сьюзен В. Калиновски                            | Номинация |
| Kids' Choice Awards                      | Любимый фильм                                 | Сюзанн Тодд, Дженнифер Тодд, Джон Лайонс, Эрик МакЛеод, Деми Мур, Майк Майерс | Победа    |
| Kids' Choice Awards                      | Любимое женское надирание задницы             | Бейонсе Ноулз                                                                 | Номинация |
| Kids' Choice Awards                      | Любимая мужская кинозвезда                    | Майк Майерс                                                                   | Номинация |
| Kids' Choice Awards                      | Любимый пук в кино                            | Майк Майерс                                                                   | Номинация |
| MTV Movie Awards                         | Лучшее комедийное исполнение                  | Майк Майерс                                                                   | Победа    |
| MTV Movie Awards                         | Лучший злодей                                 | Майк Майерс                                                                   | Номинация |
| MTV Movie Awards                         | Лучший женский прорыв года                    | Бейонсе Ноулз                                                                 | Номинация |
| Спутник                                  | Лучший дизайн костюмов                        | Дина Аппель                                                                   | Номинация |
| Спутник                                  | Лучшая песня                                  | «Work It Out»                                                                 | Номинация |
| Спутник                                  | Лучший общий DVD сборник                      | Сюзанн Тодд, Дженнифер Тодд, Джон Лайонс, Эрик МакЛеод, Деми Мур, Майк Майерс | Номинация |
| Сатурн                                   | Лучшие костюмы                                | Дина Аппель                                                                   | Номинация |
| Teen Choice Awards                       | Выбор фильма: Комедийный актёр                | Майк Майерс                                                                   | Номинация |
| Teen Choice Awards                       | Выбор фильма: Актриса прорыва                 | Бейонсе Ноулз                                                                 | Номинация |